# God of War: Betrayal
Pour les articles homonymes, voir Betrayal.
God of War: Betrayal est un jeu mobile d'action-aventure développé par Javaground et Sony Online Entertainment (SOE), et publié par Sony Pictures Digital. Il est sorti aux États-Unis le 20 juin 2007 sur les téléphones mobiles équipés de Java ME. Troisième jeu de la série, il est le cinquième jeu par ordre chronologique. Largement inspiré de la mythologie grecque, le récit se déroule en Grèce antique avec la vengeance comme thème central. Tout comme les opus précédents, le joueur est aux commandes de Kratos, devenu le dieu de la Guerre après avoir terrassé Arès dans le premier opus. Cette fois, Kratos est accusé du meurtre d'Argos et poursuit le véritable assassin à travers la Grèce, ce qui se résultera par un combat contre Céryx.
Betrayal est l'unique opus de la série à être sorti seulement sur une autre plateforme que la PlayStation. Présenté comme un jeu 2D à défilement horizontal, il présente des limitations par rapport aux autres jeux de la série, sortis sur console. En revanche, le jeu garde la même approche que ses prédécesseurs, avec des combats à base de combo ainsi que des éléments de puzzle et de plates-formes.

## Trame

### Univers et personnages
Comme pour les opus précédents de la franchise, God of War: Betrayal se situe dans une version alternative de la Grèce antique, peuplée par les dieux Olympiens et autres créatures de la mythologie grecque. Les évènements se situent entre ceux des jeux Ghost of Sparta (2010) et God of War II (2007). Le protagoniste est Kratos, un ancien capitaine de Sparte qui est devenu le dieu de la Guerre après avoir tué son prédécesseur, Arès. Parmi les autres personnages, on trouve Argos, l'animal de compagnie de la déesse Héra, un assassin anonyme, ainsi que le messager de l'Olympe, Céryx, fils d'Hermès et principal antagoniste. Zeus, le roi des dieux, est un personnage fantôme.

### Intrigue
Kratos dirige l'armée spartiate dans une campagne à travers la Grèce. Durant son voyage, il est attaqué par plusieurs bêtes dirigées par Argos, envoyé par les dieux pour stopper Kratos. Après une série d'escarmouches, Argos est tué par un assassin anonyme, qui accuse Kratos du meurtre afin que les dieux se retournent contre lui. Le Spartiate poursuit son ennemi à travers la Grèce afin de découvrir son identité, mais il est freiné par les soldats d'Hadès, le dieu des Enfers. Zeus envoie Céryx pour délivrer un message à Kratos : arrêter de poursuivre l'assassin et continuer la destruction qu'il a commencé à causer. Kratos, cependant, se bat contre Céryx et le tue, permettant à l'assassin de fuir. Kratos réalise donc que ses actions ont offensé les dieux et que Zeus va bientôt réagir à ses actes.